# Kentin Mahé
Kentin Mahé (n. 22 mai 1991, Paris, Franța) este un handbalist ce a reprezentat Franța, medaliat olimpic. A participat la 2 ediții ale Jocurilor Olimpice (2016, 2020) în care a câștigat o medalie de aur.